# Jesus Christ 2005 God Bless America
Jesus Christ 2005 God Bless America è un singolo del gruppo musicale britannico The 1975, pubblicato il 3 aprile 2020 come quinto estratto dal quarto album in studio Notes on a Conditional Form.
Il brano vede la collaborazione vocale della cantautrice statunitense Phoebe Bridgers, che tuttavia non è stata accreditata.

## Accoglienza
In un articolo per il NME, Ali Shutler ha recensito la canzone positivamente.

## Tracce
Testi e musiche di Adam Hann e Matthew Healy.
1. Jesus Christ 2005 God Bless America – 4:24

## Formazione
Gruppo
- Matthew Healy – voce, chitarra, tastiera, pianoforte, banjo
- George Daniel – cori, sintetizzatore, batteria, tastiera, pianoforte
- Adam Hann – chitarra
- Ross MacDonald – basso, contrabbasso

Altri musicisti
- Phoebe Bridgers – voce aggiuntiva

Produzione
- George Daniel – produzione
- Matthew Healy – produzione
- Jonathan Gilmore – ingegneria del suono
- Luke Gibbs – assistenza all'ingegneria del suono
- Mike Crossey – missaggio
- Stephen Sesso – assistenza al missaggio
- Robin Schmidt – mastering

## Classifiche
| Classifica (2020) | Posizione massima |
| ----------------- | ----------------- |
| Irlanda           | 83                |
| Regno Unito       | 88                |